# Evangelos Venizelos
Evangelos Venizelos (IPA: [eˈvaɟelos veniˈzelos]) (in greco: Ευάγγελος Βενιζέλος; Salonicco, 1º gennaio 1957) è un politico greco, presidente del Movimento Socialista Panellenico dal 2012 al 2015, Vice Primo Ministro dal 2013 al 2015 e più volte ministro.
È professore di Diritto costituzionale presso la facoltà di giurisprudenza dell'Università Aristotele di Salonicco.

## Vita personale e studi
Evangelos Venizelos è nato a Salonicco il 1º gennaio 1957. Non c'è correlazione con il suo celebre omonimo, Eleutherios Venizelos. È sposato con Lila A. Bakatselou e ha una figlia. Dal 1974 al 1978 frequentò l'Università Aristotele di Salonicco e ha completato gli studi post laurea presso l'Università Panthéon-Assas in Francia. Nel 1980, ritornò a Salonicco dove ottenne un Ph.D. in Giurisprudenza presso l'Università Aristotele.
Nel 1984, Venizelos è stato nominato docente presso l'Università Aristotele di Salonicco e, successivamente, professore di Diritto Costituzionale. Tra gli altri incarichi, è entrato nei consigli di amministrazione del Centro Nazionale della Pubblica Amministrazione, della Banca Nazionale di Grecia e del Comitato per la Radio Locale (autorità indipendente responsabile della vigilanza delle stazioni radio locali in Grecia). Nel 1989, acquisì notorietà a livello nazionale, quando, difese con successo Andreas Papandreou da accuse di corruzione. Impressionato dalle spiccate capacità oratorie del suo giovane avvocato, Andreas Papandreou, lo inserì, nel 1993, nella lista dei parlamentari candidati nel PASOK e quando questo ritornò al potere quell'anno, Venizelos divenne il portavoce del Governo.
Venizelos parla francese e inglese. È autore di numerosi libri, monografie e documenti, fra cui, nel 2007, l'Agenda 16 (greco: Ατζέντα 16), una raccolta di scritti sul futuro del sistema universitario in Grecia. In altre opere ha affrontato temi riguardanti l'attualità politica, i mezzi di comunicazione, la politica estera e la politica di sviluppo. I suoi lavori più recenti si concentrano sulla filosofia politica e le questioni culturali. Con forza si è opposto alla teoria dello scontro delle civiltà.

## Attività politica
Evangelos Venizelos fu eletto deputato del Parlamento Ellenico, con il PASOK, nel collegio Salonicco A, nelle elezioni generali del 1993, 1996, 2000, 2004, 2007, 2009, 2012 e 2015. Lavorò in diverse Commissioni parlamentari: Revisione della Costituzione, Difesa Nazionale e Affari Esteri, Pubblica Amministrazione, Ordine pubblico, Giustizia e Affari Europei.
Inoltre, ha ricoperto i seguenti incarichi di governo:
- Vice Ministro alla Presidenza e portavoce del governo (13 ottobre 1993 - 8 luglio 1994)
- Ministro per la Stampa e Media e portavoce del governo (8 luglio 1994 - 15 settembre 1995)
- Ministro dei Trasporti e delle Comunicazioni (15 settembre 1995 - 22 gennaio 1996)
- Ministro della Giustizia (22 gennaio 1996 - 5 settembre 1996)
- Ministro della Cultura (25 settembre 1996 - 19 febbraio 1999)
- Ministro dello Sviluppo (19 gennaio 1999 - 13 aprile 2000)
- Ministro della Cultura (21 novembre 2000 - 10 marzo 2004)
- Ministro della Difesa (7 ottobre 2009 - 17 giugno 2011)
- Ministro delle finanze (17 giugno 2011 - 21 marzo 2012)
- Vice Primo Ministro (17 giugno 2011 - 21 marzo 2012)
- Vice Primo Ministro e Ministro degli Affari Esteri (25 giugno 2013 - gennaio 2015).

Dopo le elezioni parlamentari del 2007, in cui il PASOK venne sonoramente sconfitto, Venizelos annunciò la sua candidatura per la leadership del partito. Nelle elezioni che si tennero l'11 novembre 2007, Venizelos fu sconfitto dal leader in carica George Papandreou, ottenendo il 38.18% dei voti contro il 55,91% di Papandreou.
Il 18 marzo 2012, Venizelos fu eletto all'unanimità per sostituire George Papandreou come presidente del PASOK e condusse il partito nelle elezioni parlamentari del maggio 2012 e in quelle del giugno 2012.
Nel giugno 2013, dopo l'uscita della DIMAR dalla coalizione di governo e al conseguente rimpasto, Venizelos ottenne le cariche di Vice Primo Ministro e di Ministro degli Esteri.
Ora è deputato di Salonicco A.